# سلسفي سوري
السلسفي السوري أو الدَبَح اللَيِّن (باللاتينية: Scorzonera syriaca) نوع نباتي ينتمي إلى جنس السلسفي من الفصيلة النجمية.

## الموئل والانتشار
موطنها المشرق العربي وسيناء وتركيا.